# Jan Johansson
Jan Johansson (16. september 1931 i Söderhamn i Sverige – 9. november 1968) var en svensk jazzpianist og orkesterkomponist, der optrådte med tidens største jazzmusikere og skabte en personlig, afdæmpet og helt speciel skandinavisk jazz med en nordisk tone. Uden for jazzkredse blev han kendt som komponisten til titelsangen til tv-serien Pippi Langstrømpe.

## Begyndelsen
Jan Johansson begyndte som 11-årig at spille og studere klassisk klaver, men blev som teenager tiltrukket af swing og bebop og optrådte snart sammen med en række swing- og dansebands i hjembyen Söderhamn. I begyndelsen af 1950'erne flyttede han til Göteborg for at uddanne sig til ingeniør ved Chalmers Tekniska Högskola. Her spillede han sideløbende med studierne sammen med bl.a. orkesterlederen Kenneth Fagerlund og i bassisten Gunnar Johnsons kvintet.
Kort før endt studietid droppede han studierne og begyndte fuldtids som professionel musiker. Han har til det svenske musiktidsskrift Orkesterjournalen fortalt, at pianisten John Lewis fra Modern Jazz Quartet var hans musikalske forbillede og den direkte årsag til, at han droppede studierne.
I Göteborg mødte han Stan Getz, der boede i København. Jan Johansson fulgte med Stan Getz til Danmark, hvor han bosatte sig, og fra 1958 til 1960 optrådte de sammen på Jazzhus Montmartre. Han mødte og spillede sammen med en række af de prominente amerikanske jazzmusikere, der i 1950'erne havde gjort København til en metropol for jazzmusikken.
Jan Johansson blev som den første europæiske jazzmusiker inviteret til USA for at deltage i Jazz at the Philharmonic. Det var en række koncerter og pladeindspilninger med tidens største jazznavne, der havde fundet sted siden 1944.
Han blev i 1957 gift med Else Bergström, med hvem han fik to sønner, Jens og Anders, som begge er kendte rockmusikere i Sverige i dag og har optrådt sammen med guitaristen Yngwie Malmsteen.

### Jazz på svensk
Jan Johansson flyttede i 1961 tilbage til Stockholm, hvor han boede til sin død i 1968. I begyndelsen af 1960'erne markerede han sig som en af Europas mest fremtrædende jazzmusikere. Han begrænsede sig ikke bare til klaveret. Han spillede også guitar, orgel og harmonika.
1960 og 1961 modtog han det svenske jazztidsskrift Orkesterjournalens pris, Gyllene Skiva, for årets bedste svenske jazzudgivelser, og i 1966 modtog han 3. præmien ved International Jazz Festivalu Prague.
Det var i begyndelsen af 1960'erne, Jan Johansson begyndte at fortolke de gamle svenske folkeviser. I 1964 udgav han og bassisten Georg Riedel albummet Jazz på svenska. Han præsenterede en melodisk og afdæmpet musikstil med sit helt specielle anslag på klaveret, hvilket var med til at give jazzen en særlig melankolsk stemning.
Jazz på svenska, hvor især skæringen Visa från Utanmyra skiller sig ud, er hans musikalske arv til den svenske musiktradition. Det blev i 1967 fulgt op af Jazz på ryska med bl.a. Kvällar i Moskvas förstäder.
Han nåede at indspille mere end 20 plader i eget navn. Foruden jazzmusik komponerede han også til symfoniorkestre, kor og den elektriske musikscene, samtidig med at han nyfortolkede klassiske svenske børnesange og skrev musik til en række tv-serier og produktioner for Sveriges Television som titelmelodien til tv-serien Pippi Langstrømpe. I 1966 skrev han sammen med Lars Hollmer og Georg Riedel musik til en Pippi Langstrømpe-ballet, der blev sat op i Kuopio i Finland.
Han modtog flere guld- og platinplader for sine indspilninger, som stadig genudgives og har gjort ham til Skandinaviens bedst sælgende jazzmusiker.
Jan Johansson døde den 9. november 1968, da han i bil forulykkede på vej til Jönköping, hvor han skulle optræde ved en kirkekoncert.

### Eftermælet
I 1968 oprettedes Jan Johanssons minnesfond som fra 1969 årligt har uddelt et stipendium til en lovende musiker. Fonden forvaltes af Svenska Musikerförbundet og uddeles ved en årlig koncert i Jan Johanssons fødeby, Söderhamn, hvor stipendiaten og indbudte fremtrædende jazzmusikere deltager.
I 1999 lavede den danske filminstruktør Anders Østergaard filmen Troldkarlen om Jan Johansson. I filmen medvirker Georg Riedel, Egil Johansen, Arne Domnérus og flere andre andre af Johanssons samtidige.
Jan Johansson har også fungeret som inspirationskilde til mange nutidige jazzbands, danske som udenlandske. Blandt de danske kan Kamikaze (band) nævnes.
I 1999 blev udgivet portrætfilmen Troldkarlen om Jan Johansson.

## Udvalgte pladeudgivelser
- 1961 – 8 Bitar Johansson
- 1962 – Innertrio
- 1964 – Jazz på svenska
- 1964 – Jazz på ungerska
- 1965 – Barnvisor
- 1967 – Jazz på ryska
- 1967 – 300 000
- 1968 – Musik Genom Fyra Sekler
- 1968 – In pleno
- 1988 – Folkvisor (Jazz på svenska / Jazz på ryska på samme cd)
- 1994 – Live in Tallinn 1966
- 1997 – Blues